# Spectrométrie de mobilité ionique
Pour les articles homonymes, voir IMS.
La spectrométrie de mobilité ionique (ion mobility spectrometry, IMS) est une technique d'analyse chimique en phase gazeuse. Elle est apparue dans les années 1890 lors d'études portant sur la mobilité d’ions gazeux dans un champ électrique. Délaissée pendant plusieurs décennies, l’IMS refait son apparition durant les années 1950 et 60 pour l’étude des forces d’attraction entre les ions et les gaz, ou encore pour la détection d’éléments traces de composés organiques sous forme gazeuse à pression atmosphérique. Ce n’est qu’aux alentours de 1960 que son utilisation devient plus importante au sein des agences gouvernementales pour la détection d’agents de guerre chimique. Dans les années 1970, la spectrométrie de mobilité ionique était plutôt appelée électrophorèse gazeuse (gaseous electrophoresis) ou encore chromatographie plasmatique (plasma chromatography). Aujourd’hui, plus de 10 000 détecteurs d’explosifs basés sur la spectrométrie de mobilité ionique sont utilisés dans les aéroports et plus de 50 000 détecteurs IMS ont été développés pour la surveillance d’armes chimiques.

## Principe de base

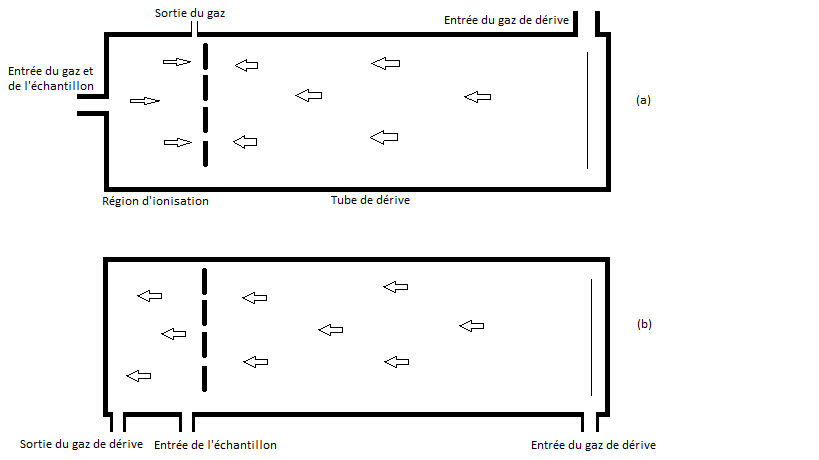
Gaz à flux bidirectionnel (a) et à flux unidirectionnel (b)

La spectrométrie de mobilité ionique consiste à soumettre des molécules ionisées à un champ électrique dans un courant de gaz. Les ions se déplacent suivant le champ électrique à une vitesse qui dépend de leur charge et de leur interaction avec le gaz, c'est-à-dire de leur masse, de leur taille et de leur forme : on parle de séparation suivant la mobilité. Durant la séparation, l’échantillon est d’abord introduit à l’intérieur de la chambre d’ionisation. Cette section a pour but d’ioniser les molécules à l’aide d’une source d’ionisation. Ensuite, les ions ainsi formés sont introduits dans un tube de dérive (drift tube). À l’intérieur de celui-ci, les ions sont transportés à l’aide d’un gaz porteur et d’un gradient électrique produit par le tube. La vitesse de dérive (drift velocity) de chaque ion dépend de sa masse et sa structure. Plus les ions sont volumineux, plus il y a de collisions entre ceux-ci et le gaz porteur, ce qui ralentit leur vitesse dans le tube. Enfin, les ions atteignent le détecteur. L'arrivée des ions sur une des plaques électriques produisant le champ provoque un courant électrique qui est enregistré. On peut relier le temps au bout duquel un pic se produit avec la nature de l'ion.

### Injection de l’échantillon
L’introduction de l’échantillon à l’intérieur de la région d’ionisation peut se faire selon deux méthodes différentes, soit par flux bidirectionnel ou par flux unidirectionnel. Dans le flux bidirectionnel, le gaz transporteur est introduit dans le tube de dérive du côté du détecteur et est dirigé vers la chambre d’ionisation. Lorsque l’échantillon est introduit, il est d’abord transporté par le premier gaz dans la région d’ionisation vers le tube de dérive, et une fois dans celui-ci, le deuxième gaz de direction opposée, entraîne les composants non ionisés dans une voie d’évacuation afin que seuls les ions migrent vers le détecteur.
Dans le cas d’un flux unidirectionnel, le gaz transporteur introduit dans le tube de dérive du côté du détecteur et celui introduit dans la région d’ionisation vont dans la même direction, soit dans la direction opposée du détecteur.

### Méthode d'ionisation
L’ionisation des molécules à l’intérieur de la région d’ionisation peut se faire de différentes façons. La première, soit la méthode la plus utilisée, consiste à effectuer une ionisation chimique à l’aide d’une source radioactive telle que le 63Ni. Ce type d’ionisation est surtout utilisé pour lors de la détection d’explosifs ou d’agent chimique.
L’ionisation peut aussi se faire soit par photo-ionisation (PI), par effet corona (CD), ou encore à l’aide d’une ionisation par électronébuliseur (ESI).

## Matériel et montage

### Tube de dérive

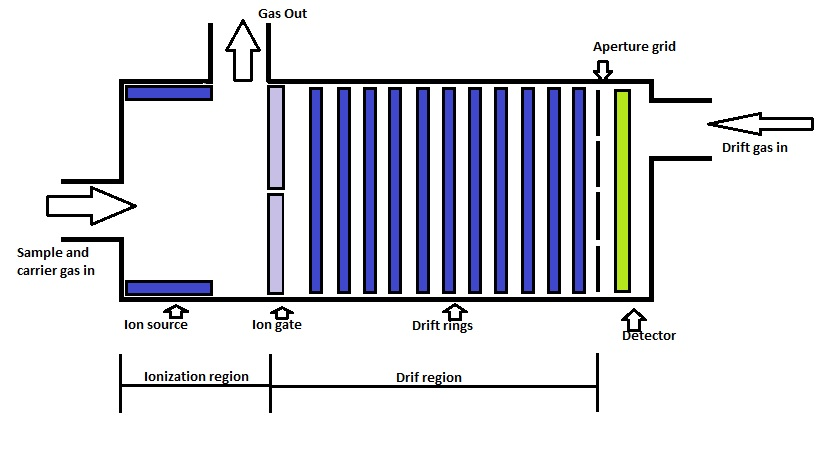
Appareillage de la spectrométrie de mobilité ionique

Le tube de dérive est généralement composé de plusieurs anneaux métalliques pouvant être de largeur et d’épaisseur différente. À l’intérieur de celui-ci se trouve aussi des barrières ayant comme but de bloquer, ou laisser passer certains ions grâce à un voltage appliqué. Si celui-ci est trop bas, certains ions non désirés passeront la barrière tandis que s’il est trop élevé, il n’y aura pas assez d’ions présents dans le tube de dérive.

### Grille de blindage (aperture grid)
Cette partie se retrouve après le tube de dérive et à une distance de quelques millimètres du détecteur. Cette pièce est constituée de fils parallèle de voltage plus élevé que le détecteur, et est utilisée afin d’améliorer la résolution de l’appareil en évitant qu’un signal ne soit transmis par les ions avant d’arriver au détecteur.

### Détecteur
Le détecteur est composé d’une plaque métallique circulaire appelée plaque de Faraday (Faraday plate), et est relié à un amplificateur. Les collisions se produisant sur cette plaque créent un courant de l’ordre du nano ou du pico ampère, et qui est par la suite amplifié à un maximum de 5 à 10 V.

## Couplage
L’IMS peut être facilement couplée avec plusieurs autres techniques. Par exemple, L’IMS-MS permet d’inclure la séparation selon le ratio masse/charge des composés en plus d’une séparation basée sur la taille et la forme des molécules, tandis que la combinaison ESI-IMS-TOF-MS est plus spécifique à la séparation d’isomères d’hydrates de carbone. Elle peut aussi être couplée avec la chromatographie en phase gazeuse dans le but de préfractionner l’échantillon, et donc de diminuer l’effet de matrice pouvant compliquer l’analyse.

## Applications
En général, l’IMS est utilisée pour la séparation de composés volatils et semivolatils, ou encore pour distinguer les énantiomères d’une large gamme de composés chiraux d’intérêt pharmaceutique ou biologique. Elle peut aussi être utilisée dans le domaine de la pétrochimie, pour les analyses de l’environnement, les diagnostics médicaux, l’analyse de la qualité de l’air, pour contrôler l’atmosphère de la station spatiale internationale, pour la caractérisation des biomolécules, ou encore pour la détection de biomarqueurs produits par les bactéries.
Cette méthode d’analyse est aussi grandement utilisée dans les agences gouvernementales, par exemple dans les aéroports, pour la détection d’explosifs et de stupéfiants à de très faibles concentrations.

## Avantages/inconvénients
La spectrométrie de mobilité ionique est une méthode qui offre une très bonne sensibilité et est en outre facilement portable. Elle possède une faible limite de détection et permet les analyses d’échantillon de l’ordre du nanogramme. Par contre, l’utilisation d’une température élevée a pour effet de diminuer la formation d’amas d’ions, d’augmenter les risques de contamination, et de diminuer la résolution. De plus, puisque certaines molécules peuvent avoir le même temps de dérive (drift velocity), l’IMS n’est pas idéale pour l’identification de substances inconnues.